# Défense de la langue française
Pour les articles homonymes, voir DLF.
Cet article possède un paronyme, voir DELF.
Défense de la langue française (DLF) est une association française dont l'objectif est la défense et le rayonnement de la langue française au niveau national et international. DLF a reçu l'agrément des associations de défense de la langue française.
Son siège social est à Paris.

## Historique
Fondée en 1958 par Paul Camus, Maurice Rat et d'autres[Qui ?], elle est la continuation et l'extension du « Cercle de presse Richelieu » créé en 1953, par le même Paul Camus en vue d'enrayer la dégradation de la langue dans la presse. Parmi ses premiers soutiens se trouvent des membres de l'Académie française (Louis de Broglie, Jean Cocteau, Georges Duhamel, Maurice Genevoix, Édouard Herriot, le Maréchal Juin, André Maurois, Jules Romains, André Siegfried) et les grammairiens René Georgin et Émile Moussat (en).
L’Académie française lui décerne le prix de la langue française en 1964.
L'association réunit plus de 3 000 membres[réf. nécessaire], en France et hors de France. Indépendante de tout courant de pensée religieux, philosophique ou politique[réf. nécessaire], elle fonctionne de ce fait essentiellement à l'aide des cotisations de ses membres. Cela lui permet ainsi d'avoir des liens avec les organismes publics concernés par la langue française, en particulier, l'Académie française, dont est membre le président de l'association, et également avec la Délégation générale à la langue française et aux langues de France.
L'association adhère en 1994 au regroupement Droit de comprendre, duquel sont également membres Avenir de la langue française, l'Association pour la sauvegarde et l'expansion de la langue française (Asselaf), l'Association des écrivains cheminots et l'Alliance Champlain.
En 1995, en application de la loi Toubon, elle reçoit du ministre de la Justice et du ministre de la Culture l'agrément d'association de défense de la langue française, qui est renouvelé tous les trois ans depuis lors,,,,,,,,.

## Présidents
Depuis sa fondation, l'association est présidée par un académicien. Se succèdent ainsi à sa tête Léon Bérard (1958-?), Maurice Genevoix (?), Jean Mistler (?), Jean Dutourd (1989-2009), Angelo Rinaldi (2009-2011), Philippe Beaussant (2011-2016), Xavier Darcos (à partir de 2016).

## Missions
L'association se donne pour missions la défense et le rayonnement de la langue française sur les plans national et international, et la défense du droit des citoyens français de pouvoir s'exprimer dans leur langue maternelle dans tous les actes de leur vie quotidienne comme la loi le prévoit. Elle publie une revue trimestrielle du même nom.
Elle soutient l'usage de certains néologismes contre les anglicismes :
- « courriel » pour « e-mail »
- « coentreprise » pour « joint venture »
- « hameçonnage » pour « phishing »
- « fin de semaine » ou « reposailles » pour « week-end ».

## Activités
Elle participe à l'attribution du Prix de la Carpette anglaise.
Les principales activités de Défense de la langue française sont la publication de sa revue, mais également ses concours de la langue française tels que le Prix Richelieu, avec les éditions Larousse ; Le Plumier d'or, destiné aux élèves de quatrième des collèges, organisé avec le soutien de la Marine nationale ; La Plume d'or, pour les étudiants des Alliances françaises dans le monde entier, avec le soutien du Sénat ; et La Rapière d'or, destinée à tous les lecteurs de sa revue.

## Controverse
En mars 2011, l'association décerne le prix Richelieu à Éric Zemmour, malgré sa condamnation, le mois précédent, pour provocation à la haine raciale par la 17e chambre du tribunal correctionnel de Paris. En signe de protestation, le président de l'association, Angelo Rinaldi, remet sa démission,,,. Il est remplacé par Philippe Beaussant.

## La Plume d'or
La Plume d'or est un concours existant depuis 2000 et organisé par l'association à destination des étudiants des Alliances françaises dans le monde entier. Il bénéficie du soutien du Sénat.

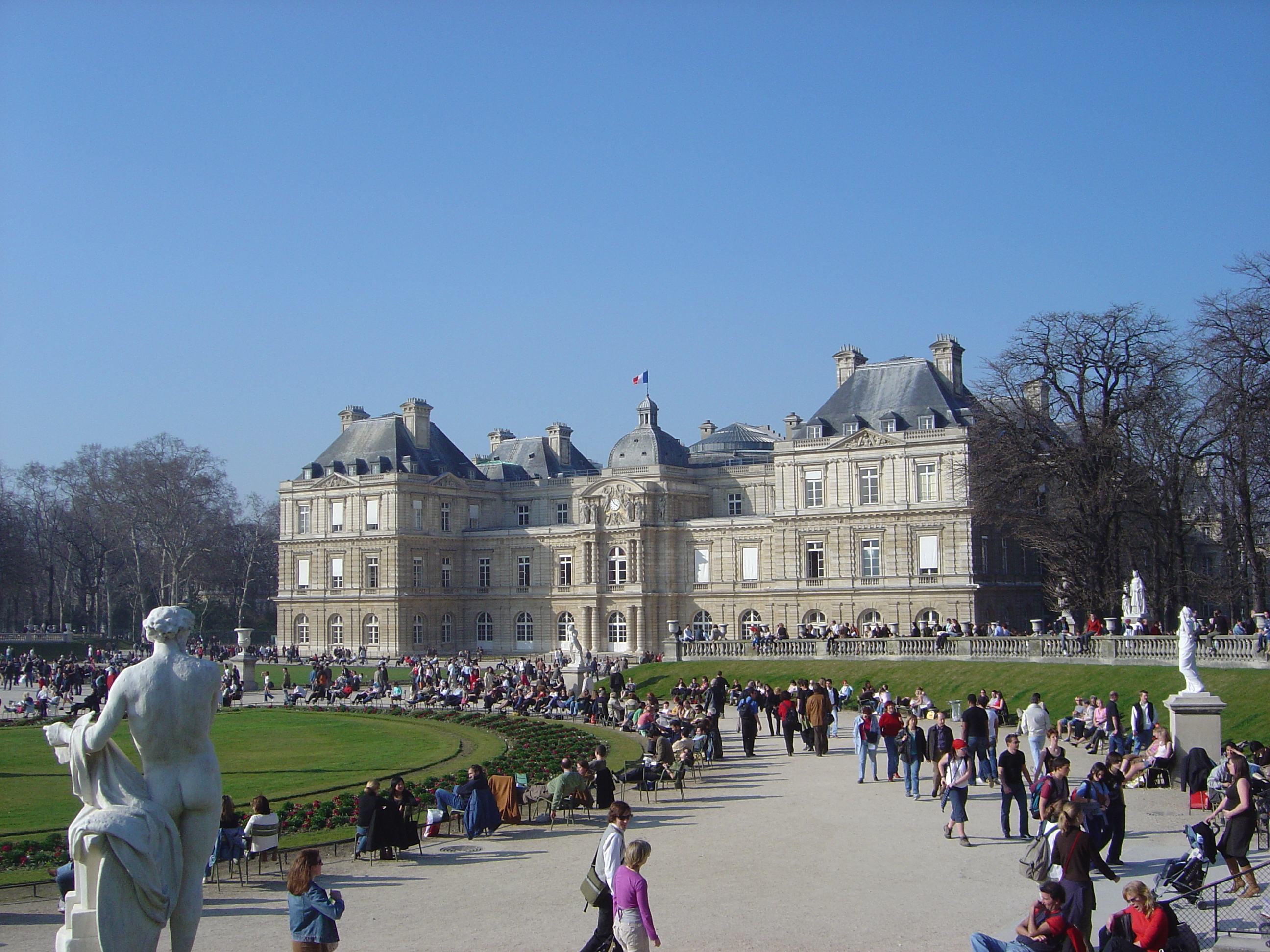
Palais du Luxembourg, à Paris, où siège le Sénat.

L'épreuve, d'une durée de deux heures, a lieu pendant la semaine de la francophonie, dans les locaux de chaque Alliance française, sous la surveillance d'un professeur, et sous la responsabilité du directeur de l'Alliance.
Le sujet du concours est rédigé par le comité des concours de Paris et comprend deux parties :
- les questions éliminatoires, notées sur 70 et corrigées localement par un ou plusieurs professeurs de l'Alliance locale, désignés par le directeur,
- l'expression écrite, notée sur 30 et corrigée par le comité du concours à Paris.

Les deux notes obtenues sont ensuite additionnées afin d'obtenir un total sur 100 points.
D'autre part, le lauréat du concours est invité à se rendre au Sénat, principal mécène du concours, pour recevoir son prix : il passe une semaine à Paris, au mois de mars de l'année suivante lors de la semaine de la francophonie,,,. Les 100 lauréats suivants reçoivent un diplôme d'Honneur ou d'Encouragement et une récompense, remise par l'Alliance française, l'ayant reçu du Service culturel de l'ambassade de France la plus proche.

#### Objets d'étude de l'association
- Francisation
- Anglicisation
- Américanisation
- Italianisme
- Anglicisme
- Anglicismes en français
- Franglais

#### Institutions relatives à la langue française en relation avec l'association
- Impératif français (organisme au Québec)
- Språkförsvaret (réseau en Suède)
- Office québécois de la langue française
- Délégation générale à la langue française et aux langues de France
- Académie de la Carpette anglaise
- Avenir de la langue française